# Битва на Ворсклі
Би́тва на Во́рсклі — битва, що відбулася 12 серпня 1399 року на річці Ворскла між військами Золотої Орди та східноєвропейського союзу в складі сил Литовсько-Руської держави, Польщі, Тевтонського Ордену, Молдавії і Волощини, а також татар Тохтамиша. Ординськими військами командували хан Тимур-Кутлук та емір Едигей, а союзними військами — князь Вітовт, хан Тохтамиш і магістр Марквард фон Зальцбах. Союзники намагалися повернути золотоординський престол Тохтамишу. Завершилася повним розгромом союзного війська. Поразка погіршила політичні позиції Литви, що опинилася неспроможною протистояти натиску сусідів, і в підсумку призвела до Віленсько-радомської унії. Одна з найбільших битв XIV століття в Східній Європі.

## Передумови
В 1389 році хан Золотої Орди Тохтамиш наважився на війну із своїм колишнім покровителем еміром Тимуром. У 1391 році військо Тохтамиша було розгромлено арміями Тимура при Кундурчі, а в 1395 році зазнало поразки в долині річки Терек, внаслідок чого Тохтамиш втратив усі свої володіння на схід від Волги. Під час цієї війни Тимур зруйнував золотоординські міста, які арабські мандрівники називали «зосередженням наук та багатств», зокрема Хаджі-Тар-хан (А́страхань) та Сарай аль-Джадід (Сарай Берке).
Після поразки у війні з Тимуром Тохтамиша скинула з ханського трону партія на чолі з ханом Заволзької орди Тимуром-Кутлуком та еміром Едигеєм, котрих підтримував Тимур. Тохтамиш був змушений втекти у Литву до Великого князя Вітовта. Деякий час проживав з родиною у Києві та в м. Ліді (тепер Білорусь). Коли Тохтамиш попросив Вітовта про допомогу в поверненні ханського трону, великий князь погодився.
У 1398 армія Вітовта спустилася вниз Дніпром і атакувала північний Крим, а тоді повернула на схід і дійшла до річки Дон. За іншими даними, Вітовт здійснив два окремих походи: у 1397 на пониззя Дону і в Крим, і у 1398 — через Поділля на чорноморське узбережжя біля гирл Дніпра й Південного Бугу.
Встановлення сюзеренітету ВКЛ над улусами Курумиши і Манкерман (південноруськими землями) було оформлено у 1398 році особливим ярликом Тохтамиша, яким Золота Орда в його особі формально зрікалася прав власності на ці землі, поступаючись ними на користь правителя ВКЛ. Вітовт уклав з Тохтамишем угоду, за якою зобов'язувався допомогти тому поновити владу в Орді, а останній, після ретронізації, мав допомогти Вітовтові підкорити Велике князівство Московське і всю Русь. Умови угоди стали широко відомі, й невдовзі правитель ВКЛ опинився майже в повній політичній ізоляції.
Окрилений своїм успіхом, Вітовт проголосив, із папською підтримкою, хрестовий похід проти татар. Але військову та дипломатичну підтримку він отримав лише від Польщі, а також з Волощини і від німецьких лицарів.
Об'єднана армія Вітовта почала збиратися в Києві ще навесні 1399 року. Вона включала, за деякими (можливо, перебільшеними) відомостями 75 тисяч русинів (українців), литовців, білорусів, татар Тохтамиша, поляків, молдаван, волохів, а також до 500 Тевтонських лицарів під командуванням Маркварда фон Зальцбаха. Військо Вітовта вийшло з Києва 8 серпня, і через кілька днів підійшло до місця майбутньої битви на річці Ворсклі (кордоні улусу Манкерман), біля Більська, де раніше на старих скіфських валах стояла литовська фортеця[джерело?], там його зустріло набагато менше (20-тисячне) татарське військо під проводом Тимура-Кутлука, котре втім за три дні значно посилили війська Едигея. За іншими даними, зустріч ворогуючих сторін відбулася 5 серпня.
«В лето 6907 Тамерлангь царь татарскій, пойде на Рускую землю, изыйде же противу его Витольть со всею силою своєю… й снійдеся с Тамерланом на Ворсклъ».
На стороні литовців билися князі Олександр Мансурович (онук хана Мамая, родоначальник роду князів Глинських), Андрій Ольгердович Полоцький, Дмитро Ольгердович Брянський, Іван Борисович Київський, Гліб Святославович Смоленський і Дмитро Данилович Острозький, князі Корятовичі — Гліб та Семен та інші. Як стверджує Никонівський літопис, татарам протистояли «п'ятдесят слов'янських князів з дружини».

## Битва

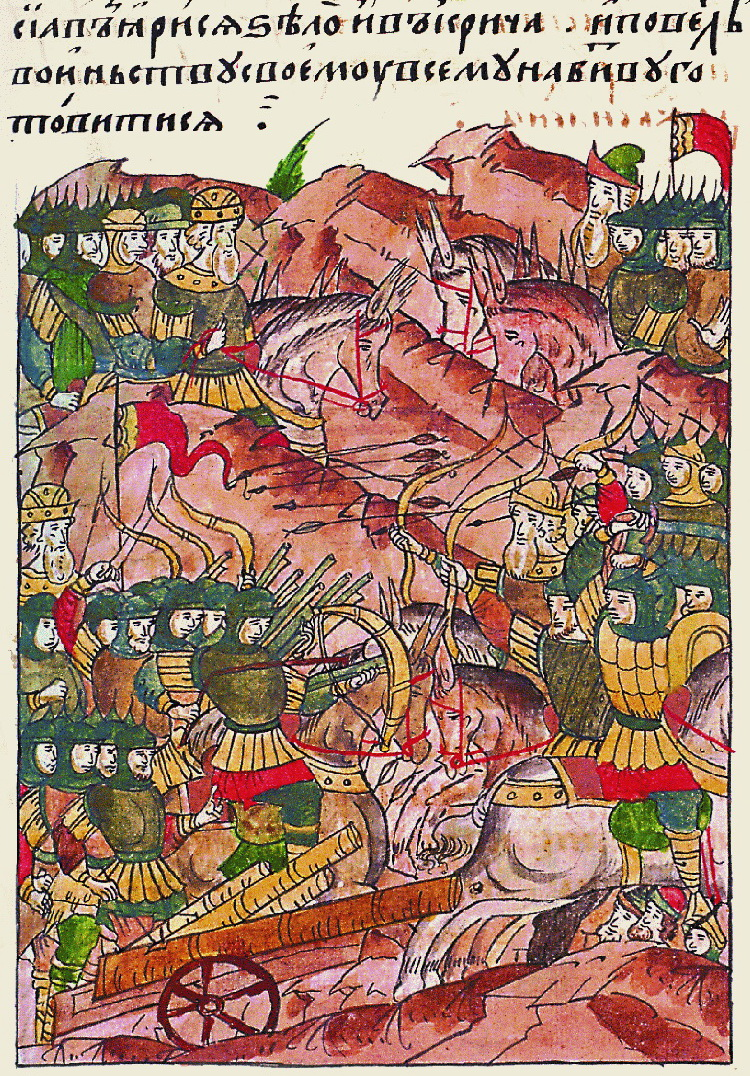
Битва на Ворсклі. Лицевий літописний звід

Коли дві армії зустрілися, Тимур-Кутлук запропонував триденне перемир'я начебто для того, щоб дозволити обом сторонам приготуватися до битви; але насправді за ці дні до його війська прибуло підкріплення. Очікуючи підходу з Криму війська еміра Едигея, хан Тімур-Кутлук вступив у переговори, але Вітовт зажадав щонайменше визнання його верховної влади над Ордою, сплати щорічної данини і карбування на ординських монетах Вітовтового «знамення».
Генеральна битва відбулася 12 серпня, за кілька годин до заходу сонця і завершилася оточенням і майже цілковитим винищенням армії Вітовта. Коли нарешті битва розпочалася, план Вітовта передбачав, що литовське шикування буде спиратися на табір із возів, який мав зупинити атаку татарської кінноти та наступне її знищення вогнем розташованих у таборі гармат, які привіз з собою загін тевтонських лицарів. Але Тимур-Кутлук вдався до звичайної татарської тактики, перевіреної часом: тактичного відступу. Військо Вітовта спіймалося на цю хитрість (можливо, через дії окремих загонів та неможливість повного контролю з боку Вітовта над такою великою й різнорідною силою), залишило табір та кинулося переслідувати татарську кінноту.
Коли хрестоносці достатньо віддалилися від свого табору, несподівано позад них з'явилися загони Едигея і Тимура-Кутлука, оточивши кінноту хрестоносців. У цей момент Тохтамиш вирішив, що битва програна і втік з поля битви зі своєю кіннотою (також звичайна тактика татар-союзників). Татари Едигея захопили литовський табір і використали його артилерію для знищення кінноти Вітовта.
Того же лѣта присла цесарь татарьскыи Темирь Кутьлуи свои послы князю Витовьту Кестутьевичю Литовьскому, а рекъ тако: «выдаи ми нашего бѣглаго цесаря Тактомыша; а что около его ни есть, а то тобѣ». То слышавь князь Витовтъ, отвѣт дал цесареву послу: «язъ цесаря Тактомыша не выдамъ, а съ цесаремъ хощу ся видѣти». И поиде князь Витовтъ съ своими князи и со всею силою литовьскою на цесаря Темирь Кутлуя, и пришед ста у рѣцѣ Воръсколы в Татарьскои землѣ. Се же слышавъ цесарь приход князя Витовьта, и посла к нему послы с послѣднею рѣчью: «оже еси пришел с нами битися, а нашего бѣглаго цесаря не выдалъ еси, а мы твоеи земли не заяхомъ, ни городовъ, ни селъ, но всѣмъ нам богъ и правда». И тако ступившимся обѣима полкома, и бысть сѣца зла, якоже и не бывала такова Литовьскои землѣ с Тотары; и по грѣхом тако случися горе немалое литовьскымъ дѣтемъ, и ту на съступѣ убиша князя великаго Андрѣа Олгердовича, брата его князя Михаила Евнутьевича, и всѣх князии именитых 74, а воевод и Литвы многое множество ту костью падоша, толко богъ вѣсть; а князь Витовтъ, то видѣвъ, на бѣги обратися; Татарове поидоша по них, биющи на 500 веръстъ до города до Киева, а с города с Киева окупъ взяша 500 рублевъ и намѣстники свои посадиша; а на Печерьском монастыри взяша окупъ 30 рублевъ. Тако бо богъ навелъ поганых Татаръ на землю Литовьскую за высокоумье князя их, занеже богъ далъ князя Витовта великимъ княземъ Литовьскои землѣ грѣх ради крестияньскых.

## Наслідки
Більшість руських та литовських удільних князів, які брали участь у битві, загинули, сам Вітовт ледве врятувався. Близько 20 князів було вбито. Серед вбитих були, наприклад, князі Коріятовичі — Гліб та Семен, князь Молдови Штефан Мушат та двоє його братів (четвертий брат зазнав важких поранень), багато близьких родичів Вітовта, включаючи героя Куликовської битви Дмитра Боброк-Волинського, князів Дмитра Ольгердовича, та його рідного брата Андрія Полоцького. Переможні татари обложили Київ. «І Християнська кров потекла як вода, аж до Київських стін», як записав літописець. Татари пограбували руські землі, що простягалися на захід аж до Луцька.
До цієї поразки Вітовт проводив політику «великого княжіння на всій Руській землі», розбудовував на півдні українських земель систему опорних укріплень, розширював територію Великого князівства Литовського, Руського і Жемайтійського. Однак, поразка литовсько-руських військ у битві на р. Ворсклі 1399 р. перекреслила мрії Вітовта про об'єднання в межах литовської державності всієї Русі. Після цієї поразки зупинилось становлення самостійної Литовсько-Руської держави, й Вітовт вимушений був йти на зближення з Польщею[джерело?].
Його держава також втратила важко здобутий вихід до Чорного моря, оскільки татари пройшли степами аж до Молдавії, руйнуючи рештки присутності литвинів у причорноморських степах; на ці землі ніхто не претендував аж до появи Кримського Ханства, яке порвало свої зв'язки із Золотою Ордою через 42 роки після битви.
Тимур-Кутлук загинув у битві, а Тохтамиш провів останні сім чи вісім років свого життя у вигнанні, перш ніж його підступно вбили у Сибіру в 1406 році за наказом хана Шадібека.
Вітовт був змушений залишити свої плани відокремлення Литовсько-Руської держави від Королівства Польського, і приєднався знову до свого двоюрідного брата Ягайла (Віленсько-Радомська унія 1401 року). Він також змінив напрямок литовської експансії з південного на західний (проти недавніх союзників тевтонських лицарів).

## Проблема тевтонських лицарів у битві на Ворсклі

### І Версія: у битві брав участь великий загін тевтонців
Найбільш детальні відомості про участь тевтонців у битві на Ворсклі 1399 р. дає нам хроніка Йогана фон Посільге.
За Хронікою, у війську Вітовта було «100 списів» тевтонців. Точний склад «списа» як військового підрозділу невідомий.
«Спис», як правило, складався з лицаря і його зброєносця, кількох лучників, копійників, мечників (склад підрозділу визначався заможністю лицаря, який міг виставити від кількох до кількох десятків воїнів). У ще одній орденській хроніці зазначено, що в бою взяло участь 1600 вояків Тевтонського ордену.
Таким чином, «спис» складався із 16 вояків (1 лицар і 15 інших).
У хроніці Йогана фон Посільге зазначено, що в бою загинуло 9 знатних орденських братів. Окрім них загинули лицарі — Ханнус (Hannus, можливо — Ганс) та Томас Зорвілле (Thomas Sorwille). Якщо вірити свідченням хроніста, то в бою загинуло тільки 11 із 100 лицарів, тобто 11 % від їхньої чисельності. Якщо хроніст наводить правдиву інформацію, то виходить що тевтонці мали найменші втрати серед частин війська Вітовта. Дані підрахунки також є неоднозначними, адже в іншій орденській хроніці зазначено, що з бою повернулося тільки 3 лицарі.

### ІІ Версія: У складі війська Вітовта на Ворсклі був нечисленний загін тевтонців
Для багатьох дослідників цифра у 1600 тевтонців є досить сумнівною. Орден не мав таких значних людських ресурсів, щоб виставити для допомоги Вітовту більшість своєї кавалерії. Відомо, що тевтонців очолював Марквард фон Зальцбах — комтур Рагніта (замок і область на річці Німан, нині Калінінградська область Російської федерації).
З логічної точки зору комтур не міг командувати великим військом. Комтурство могло виставити від 12 до кількох десятків лицарів (комтурства Тевтонського ордену були невеликі), але аж ніяк не 1600 вершників. У 1400 році чисельність усіх лицарів Ордену в Пруссії налічувала близько 1000, німецьких землях — 620 чол., Лівонії — 200—250. Доручити загони з інших комтурств (в ідеалі комтурство мало виставляти 12 лицарів) теоретично Маркварду могли, проте це малойомвірно. Велике, як для Тевтонського ордену, військо в 1600 чол. мав би очолювати воєначальник вищий за статусом (наприклад, маршал ордену).
Через складність підрахунків і різні свідчення в джерелах, невідомо якою була чисельність тевтонців у війську Вітовта у день бити на Ворсклі. Тому дослідники називають всі чотири цифри, що наводять джерела — 100, 400, 500 і 1600.
Загалом є очевидним факт, що підрозділ тевтонців брав участь у Ворсклинській битві. Враховуючи той факт, що у битві загинуло як мінімум 11 лицарів, то, очевидно, найменша цифра в 100 не витримує критики (у Ордені на 1 лицаря припадало 10–20 інших вояків).

## Локалізація місця битви
Шведський історик XVIII ст. Густав Адлерфельд у своєму дослідженні «Військова історія шведського короля Карла XII з 1700 р до Полтавської баталії 1709 р написана королівським камергером Густавом Адлерфельда за особистим наказом Його Величності» (Амстердам, 1740), посилаючись на Мартіна Кромера, писав, що Полтавська битва 1709 року сталася на тому самому полі, де колись була розбита армія великого князя литовського Вітовта.
По дорозі відступу війська Вітовта до Більська, неподалік Лихачівки, знаходиться відома в народі «Вітовтова Могила» — великий пам'ятник-курган (за твердженням дореволюційного церковного історика В. Курдиновського, «пам'ятник битви Вітовта з Тамерланом»).
Сталеві стріли, наконечники стріл, бойові ножі, лати, кольчуги та інші артефакти, знайдені ще в дореволюційний час в Більську Котелевського району та його околицях, дали підставу історику Леву Падалці вважати, що саме тут було остаточно розбито військо Вітовта.
Також в своїй праці "Прошлое Полтавской территории и ея заселение: Исследование и материалы с картами / Л. В. Падалка. — Полтава: Т-во Печатного Дела (Типография быв. И. А. Дохман), 1914." Лев Падалка зазначає що поле битви знаходилося там де сучасні поселення Кобеляцького повіту - Сокілка, Озера, Солошино, Переволочна, Кишенька та Китайгород. 
Ляскоронський вважав місцем поховання загиблих у битві татар курган неподалік Кишеньок, проте пізніші археологічні дослідження довели що він належить до давньоруських часів.

## Пам'ять
В пам'ять про битву у місті Полтава є вулиця Битви на Ворсклі.